# Bataille des Trois Rois
Ne pas confondre avec la bataille des Trois Empereurs.
Tentative d'expansion portugaise
La bataille des Trois Rois, bataille de l'oued al-Makhazin ou bataille de l'Alcazar Kébir (4 août 1578) a été une bataille décisive ayant mis fin au projet d'invasion du Maroc du roi portugais Sébastien Ier. Elle eut lieu sur les rives de l'Oued al-Makhazin, affluent du Loukos iriguant Ksar El Kébir dans la province de Larache.
La bataille a opposé d'un côté l'armée du sultan marocain nouvellement porté au pouvoir, Abu Marwan Abd al-Malik, composée majoritairement de cavaliers, fantassins marocains, et d'arquebusiers andalous répondant à l'appel de la guerre sainte et renforcée par une participation ottomane, rangée sous la bannière saadienne (composée de cavaliers zouaouas et d'artilleurs turcs),, et de l'autre côté l'armée portugaise du roi Sébastien Ier assisté de son allié le sultan marocain déchu, Muhammad al-Mutawakkil, principalement composée de volontaires castillans ainsi que de mercenaires italiens, flamands et allemands qui lui avaient été accordés par le roi Philippe II d'Espagne.
Les trois principaux protagonistes périrent au cours de cette bataille.

## Contexte

### Géopolitique de la Méditerranée
Le bassin méditerranéen est, en cette seconde moitié du XVIe siècle, disputé par deux autres grands empires : l'Espagne d'une part, alliée selon les circonstances au Portugal, et l'Empire ottoman à la fin de son apogée après le règne de Soliman le Magnifique d'autre part.
En plus de telles actions à l'encontre des intérêts ibériques, l'expansion ottomane en Afrique du Nord inquiétait particulièrement les puissances méditerranéennes, l'emprise de la Sublime Porte s'étendant à présent aux frontières du Maroc. La tentative des Marocains de s'emparer de Tlemcen provoque une réplique des Ottomans les repoussant au-delà de la Moulouya en 1551, y fixant temporairement la frontière ; le Maroc recherche dès lors l'alliance espagnole pour contrer les tentatives ottomanes.
En 1555, le préside de Bougie est repris aux Espagnols par la régence d'Alger, et le siège est mis devant celui d'Oran l'année suivante. L'expédition espagnole de Mostaganem de 1558 fait suite à l'annexion ottomane de la régence d'Alger, mais c'est un véritable désastre qui vit l'ensemble de la force d'expédition annihilé. En 1563, Oran est à nouveau assiégé en même temps que Mers el-Kébir. La bataille de Lépante (1571) vient arrêter l'expansion navale ottomane, mais la conquête de Chypre concrétise la mainmise des Ottomans sur l'Orient méditerranéen. Tunis prise par la flotte espagnole en 1573 est reprise l'année suivante par la flotte ottomane.

### Fin des conquêtes portugaises au Maroc
Depuis le XVe siècle, le royaume du Portugal s'est étendu au-delà du continent européen, visant notamment le contrôle du détroit de Gibraltar, puis la domination de la côte atlantique. Toutefois, limités par leur faible démographie et leurs ressources financières, une partie des souverains portugais préfèrent le développement de leurs colonies américaines et asiatiques, ce qui ne permet pas aux ambitions portugaises au Maroc de se concrétiser davantage.
Du côté marocain, le déclin de la dynastie wattasside permet à ces ambitions de se réaliser. Toutefois, à partir de 1515, des mouvements tribaux se rassemblent autour de chefs religieux, motivés par le rejet de l'étranger. Le chérif Abou Abdallah al-Qaim, fondateur de la dynastie des Saadiens, et ses fils Ahmed al-Araj et Mohammed ech-Cheikh, permettent en 1550 un retrait des forces portugaises de la majeure partie des conquêtes, Ceuta, Tanger et Mazagan exceptées.

### Politique intérieure marocaine
Après 1554, date à laquelle le dernier souverain wattasside est tué à la bataille de Tadla, Mohammed ech-Cheickh (qui a évincé son frère aîné) réunifie le Maroc autour de sa bannière, et transfère la capitale à Marrakech. Ech-Cheikh cherche alors à se prémunir des prétentions des communautés religieuses qui l'ont amené sur le trône, tout en s'assurant que les Ottomans (que les Wattassides avaient appelé à l'aide) ne deviennent pas une menace trop tangible. Ayant réussi son premier objectif, il assure le second en s'alliant à l'Espagne, bien que catholique. Mais le souverain saadien est assassiné en 1557 sur instigation de la régence d'Alger. Son fils Abdallah el-Ghalib lui succède, maintenant l'alliance espagnole tout en essayant de reconquérir - vainement - Mazagan en 1562. Il décède en 1574, après avoir désigné son fils Muhammad al-Mutawakkil comme héritier.
Or, selon la règle dynastique des Saadiens, le pouvoir devait normalement revenir au frère le plus âgé du sultan décédé, à savoir Abu Marwan Abd al-Malik. Ce dernier, avec ses frères, trouve refuge auprès des Ottomans auxquels il demande une aide afin de reconquérir le pouvoir. Abd al-Malik participera par la suite aux côtés des Ottomans au siège de Tunis de 1574 contre les Espagnols.
Abd al-Malik, qui finit par chasser son neveu du pouvoir avec l'aide des Turcs lors de la bataille d'al-Rukn en 1576, a conscience que cette aide est également une menace hégémonique étant donné que ces derniers contrôlent déjà Tunis et Alger. Il pense qu'il doit se défaire de l'influence turque, ces derniers lorgnant sur le Maroc afin d'obtenir une base atlantique permettant d'assurer un harcèlement maritime optimal. Le sultan leur accorde, après un compromis des plus âpres à négocier, le port de Salé qui devint alors une base corsaire notoire. Il fait ensuite connaître à Philippe II ses intentions pacifiques, afin d'obtenir une certaine neutralité du côté de l'Espagne.
Si Abd al-Malik reconnait l'autorité de la Sublime Porte pendant les premiers mois de son règne (frappant monnaie et faisant prononcer le prêche du vendredi au nom de Murad III tout en versant un tribut quasi-semestriel en contrepartie d'un statut spécial – du moins c'est ce que laisserait entendre la correspondance du Padichah), les relations du sultan marocain avec les Ottomans restent très ambiguës et évoluent vers une forme de rupture, Abd al-Malik concevant cette alliance comme temporaire car potentiellement fatale à sa dynastie. En 1578, ayant rassuré les Espagnols, Abd al-Malik ne craint plus non plus les forces ottomanes, celles-ci étant désormais plus occupées par la guerre contre la Perse que par le théatre méditerranéen.

### Un nouveau souverain portugais
En 1557, le roi Jean III meurt, laissant son trône à son seul héritier direct, son petit-fils Sébastien, qui a alors trois ans. Une régence s'installe de 1557 à 1568 pour assurer le pouvoir d'une dynastie dont la succession ne tient qu'à la potentielle descendance du nouveau souverain. À partir de 1568, Sébastien gouverne directement.
Le roi Sébastien Ier du Portugal, en plus d'appuyer le prétendant Muhammad al-Mutawakkil, voit une expédition au Maroc comme un moyen de freiner l'avancée « turque » ; une occupation du pays par les ottomans risquerait d'asphyxier économiquement le royaume du Portugal. Cette expédition serait aussi une occasion de reprendre les ports marocains. Abu Marwan Abd al-Malik se prépare à l'arrivée des Portugais en proclamant le jihad dans tout le pays et en recrutant au moyen des réseaux confrériques jazulites et zarruqides. Une dernière tentative de dissuasion des Portugais par le roi d'Espagne échoue, et ce dernier se retire de l'affaire sous la pression des Ottomans.
Sébastien Ier de Portugal, dans une croisade contre l'infidèle mais également pour étendre l'Algarve d'Outre-Mer, décida de mener lui-même une expédition, contre l'avis de tous ses proches et conseillers. Lors de l'entrevue diplomatique de Guadaloupe (22 décembre 1576 - 1er janvier 1577), avec son oncle Philippe II, Sébastien plaide pour l'expédition contre le « péril turc » ; le roi d'Espagne apporte son soutien sous conditions que l'expédition doit se dérouler courant 1577, et ne pas aller plus loin que Larache. Mais le roi d'Espagne finit par faire faux-bond au roi du Portugal, sans doute en partie à cause de la reprise des hostilités en Flandres, et en partie également à cause du manque de préparatifs du côté portugais. Côté espagnol, cette expédition venait compliquer un peu plus les pourparlers entre l'Espagne et le Maroc au sujet d'une alliance visant à contrecarrer l'influence ottomane en Afrique du Nord.

## Préparatifs

### Débarquement portugais
Malgré les avertissements de son entourage qui tentait de le dissuader de mener l'expédition, l'année 1578 vit le roi Sébastien Ier, âgé de vingt-quatre ans, regrouper dans le port de Lagos, la plus grande baie portugaise, capable de rassembler toute la flotte portugaise en eaux profondes, une armée chrétienne forte de plus de seize mille hommes (15 500 fantassins, plus de 1 500 cavaliers et quelques centaines de surnuméraires) capable selon lui de conquérir le Maroc, de remettre son allié sur le trône, permettant enfin de contrôler le détroit de Gibraltar, chose déjà amorcée par l'occupation portugaise de Ceuta, et ainsi arrêter l'expansion militaire continentale vers l'Atlantique de l'Empire ottoman. L'armée portugaise se composait principalement de mercenaires « allemands » (en fait flamands, envoyés par Guillaume de Nassau, ou d'autres provenances), italiens (devant être envoyés par le grand-duc de Toscane, et finalement subtilisés au pape) et castillans (enrôlés directement par Sébastien). La moitié environ des troupes n'est pas portugaise. Nous pourrions également évoquer les opérations de recrutement en Andalousie, qui permirent de lever près de deux mille hommes. Ces différentes parties s'articulaient autour d'un corps de deux mille arquebusiers portugais et de quelque deux mille cavaliers portugais[réf. nécessaire]. Les non-combattants, regroupant religieux, domestiques et prostituées, forment un train très important.

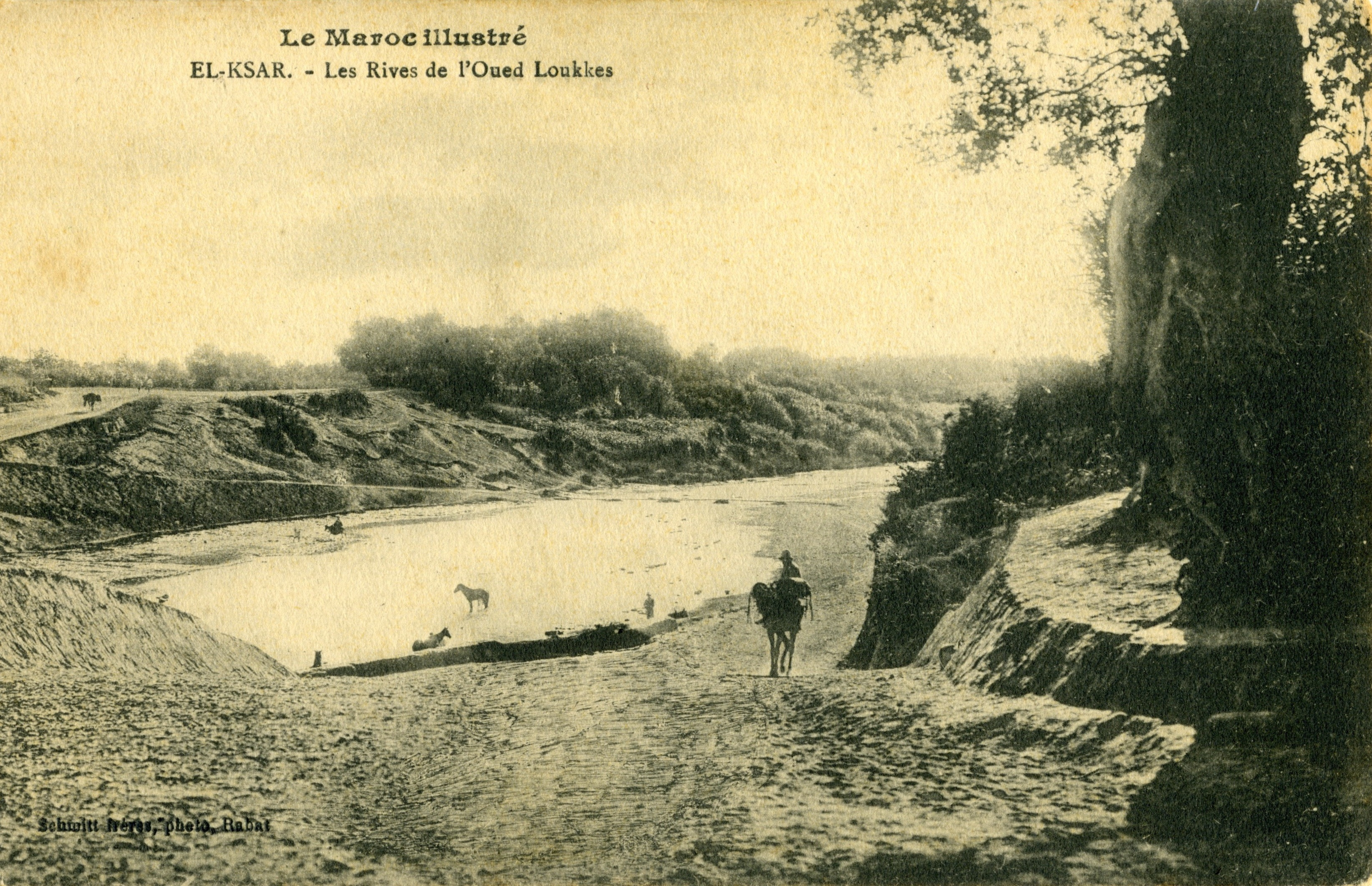
El Kasr El Kébir, rives du Loukos (ou Loukkes).

Abd al-Malik recrute des mercenaires et des troupes en dehors de son territoire : c'est le cas notamment de soldats zouaouas (le nom de Zouaoua est donné aux tribus kabyles, vassales du roi de Koukou). Larache est renforcé par une troupe de 2 000 Andalous et 2 000 Zouaouas en plus de sa garnison ordinaire.
Après plusieurs mois d'escarmouches se soldant par une nouvelle retraite dans les montagnes du Rif, al-Mutawakkil parvint enfin à Tanger, les deux souverains s'étant alliés. Les Portugais avaient conquis depuis 1415 toutes les places fortes côtières atlantiques et leur arrière-pays : Ceuta, Tanger, Mazagan, Assilah, Alcácer-Quibir, etc.[réf. nécessaire] Partie de Lisbonne le 17 juin 1578 (ou le 24, jour de la Saint-Jean,), l'expédition portugaise s'arrête à Tanger le 6 juillet, où le roi et le sultan déchu se rencontrent.
Trois jours après Tanger, les troupes s'embarquent pour Arzila (qui s'ouvre grâce à leur allié Muhammad), où, arrivées le 14 juillet, elles attendent encore douze jours les fournitures de l'expédition. Abd al-Malik, après un court affrontement avec les Portugais, envoie par lettre des remarques à Sébastien, notamment sur le fait que le roi de Portugal soutient celui qui a assiégé Mazagan, et y a massacré des chrétiens ; malgré les promesses de Muhammad, ce dernier n'a aucun territoire sous son autorité alors qu'Abd al-Malik peut proposer, en échange de la paix, de donner certains territoires et villes mineurs au protégé du Portugal. Sébastien voit cette missive comme une preuve de la terreur que ses troupes susciteraient chez l'ennemi,,, et convoque aussitôt un conseil de guerre pour décider de la conduite à tenir.
Trois options sont examinées lors de ce conseil : transporter par bateau la troupe et débarquer à Larache pour prendre la ville, conduire la troupe le long de la côte sans perdre de vue la flotte, passer par l'intérieur des terres afin d'abréger le trajet et de rencontrer l'ennemi directement. La dernière proposition est celle que retient le roi, malgré les recommandations du comte de Vimioso (pt), qui recommande la prise rapide de Larache, afin d'y avoir un havre qui rendrait plus simple toute autre opération,,,. Mais Sébastien souhaite partir au plus court, directement sur l'armée ennemie, prendre au besoin Alcácer-Quibir et ensuite se rabattre sur Larache. La flotte a pour ordre de rejoindre directement Larache par la mer. Ne prenant de vivres que pour quelques jours, l'armée terrestre quitte Arzila le 29 juillet, et, après un détour pour se ravitailler en eau, progresse désormais difficilement dans le territoire africain, en butte à la chaleur et aux harcèlements des troupes autochtones. Il est rapidement décidé de rentrer sur Arzila, mais la flotte a déjà quitté ce point, et ne peut donc les secourir : Sébastien ordonne le 2 août de reprendre la marche en avant, suivant l'Oued al-Makhazin, affluent du Loukkos, qui n'est pas encore à sec.
Encombrée par un lourd convoi de charrettes et de personnes non-combattantes (évaluées à 13 000, soit équivalente à la force combattante), l'armée portugaise se dirige d'Assilah ou Arzila (ville récemment à nouveau dévolue au Portugal par le sultan détrôné en payement de son aide pour récupérer le trône), vers la ville intérieure marocaine de Larache. Pendant ce temps, Abu Marwan Abd al-Malik, malade, demeurait à Marrakech avec son armée forte de 30 000 hommes, envoyant pas moins de trois propositions de paix très favorables (la dernière accordant Larache aux Portugais), mais Sébastien les rejeta. Pressés par la difficulté de traverser le Loukkos, les Portugais préfèrent franchir le Makhazin afin de s'affranchir des contraintes de la marée. Après ce franchissement, fait le 3 août, l'armée se trouve dans une position très favorable, couverte par le Makhazin et les différents bras du Loukkos. Deux choix s'offrent à eux : traverser à son tour le Loukkos, en direction d'Alcácer-Quibir, où se trouve l'armée d'Abd al-Malik, ou se diriger sur le gué en direction de Larache. Malgré les exhortations de Muhammad, qui se retrouve bientôt menacé directement par les favoris royaux, la troupe se dirige vers les forces ennemies, qui font de même : la confrontation se fait aux heures les plus chaudes de la journée, celles qui sont les moins favorables aux Européens.

### Dispositif de combat portugais
Le 3 août 1578, l'armée portugaise campe sur les bords du Makhazin, avec la rivière dans le dos et sa droite bloquée par le Loukos. L'armée de Sébastien, outre les 15 000 fantassins qui avaient débarqué à Tanger, compte désormais plus de 2 000 cavaliers grâce aux fidèles de Muhammad, ainsi que trente-six canons. Toutefois, cette armée est composée essentiellement de troupes fortement armées, alors qu'il aurait fallu pour combattre dans ces conditions des troupes bien plus légères. En face, l'armée d'Abd al-Malik est forte de plus de 14 000 fantassins et plus de 40 000 cavaliers, et accompagnée également de troupes irrégulières d'une quarantaine de canons. Mais si les espions maures sont parfaitement au courant de la composition des troupes portugaises, l'inverse n'est pas vrai, car le roi de Portugal et son état-major ignorent totalement la présence de l'artillerie dans le camp adverse. L'infanterie chrétienne est disposée en carré, formation empruntée aux Espagnols (le tercio) avec de chaque côté une ligne de charrettes pour protéger ses flancs. L'avant-garde était composée des trois régiments étrangers, qui protégeaient les flancs du bataillon d'aventuriers portugais (régiment d'élite de piquiers/arquebusiers). L'artillerie fut placée en avant des fantassins en ligne continue de 36 pièces et la cavalerie aux deux ailes. Cette dernière se divisait en deux corps. Le premier, sous le commandement personnel du Roi, se situait à gauche, avec environ mille cavaliers, ses « chevaliers », tandis qu'il plaçait sur l'aile droite deux détachements de cinq cents cavaliers chacun dirigés par Duarte de Menezes et le duc d'Aveiro, qu'appuyait le corps du sultan renversé, soit cinq cents fantassins et six cents cavaliers. Le nombre excessif de charrettes fit que même après en avoir garni les flancs, il en restait une bonne partie. Sébastien les plaça au centre de sa formation, afin de les protéger d'une part, et d'autre part pour éviter une débandade chaotique du personnel pouvant entraîner son armée au premier coup de feu. Le tout formait un carré compact[réf. nécessaire].

### Dispositif de combat marocain
Abu Marwan Abd al-Malik, dans le but d'encercler la formation compacte portugaise, dispose son armée en large croissant. À la corne droite, soit en face de Sébastien, se tenaient l’émir Ahmed (ou Ahmad, frère et héritier d'al-Malik, plus tard connu sous le nom d'Ahmed al-Mansour) et ses mille arquebusiers à cheval, épaulés par dix mille cavaliers-lanciers. À la corne gauche, soit en face de la cavalerie du duc et de Menezes, et en face du détachement du sultan déchu, il plaça Mohammed Zarco et ses deux mille cavaliers lanciers,.
Ces deux ailes s'articulaient autour du centre. Ce dernier, composé d'arquebusiers et de la garde personnelle du sultan du capitaine Moussa (dite plus terrifiante que les janissaires), comptait environ quinze mille fantassins. En arrière-garde, Abu Marwan plaça le reste de sa cavalerie régulière, soit vingt mille lanciers, qu'il disposa en dix contingents de deux mille cavaliers et en ligne continue derrière la ligne d'infanterie. Notons également que le Sultan disposait ce jour-là de près de quinze mille cavaliers irréguliers en provenance des tribus marocaines, venus répondre en masse à son appel au djihad contre l'Infidèle. Il les disposa au niveau des collines bordant le flanc droit de la formation, passant ainsi inaperçues. Enfin, le sultan disposa son artillerie, vingt-six pièces fondues à Marrakech et servies par des artilleurs experts, en demi-cercle s'emboîtant avec son centre. Il regagna sa tente, fébrile, après un discours exhortant ses hommes à repousser l'infidèle.

## Déroulement
Une première offensive marocaine, repoussée, est suivie de près par une contre-offensive victorieuse des Portugais.
Sébastien fait défense à ses troupes d'attaquer sans son ordre, et monte à l'assaut avec l'avant-garde, laissant le reste de son armée sans chef pour la commander, ce qui le prive de la majeure partie de ses hommes. Après le succès de l'assaut, qui conduit les Portugais à crier à la victoire trop tôt, Abd al-Malik succombe à sa maladie, et la rumeur de son décès se répand. Mais l'avant-garde portugaise est très avancée dans le centre du dispositif marocain, et un cri de retraite se fait entendre, afin de refaire la jonction avec le gros des troupes royales, se changeant rapidement en débandade devant la charge des troupes maures. L'artillerie portugaise est rapidement réduite au silence, et prise par l'ennemi. La bataille se change en mêlée, et Sébastien, qui a refusé la proposition de sauver sa personne en retournant à Arzila ou Tanger finit par être tué, peut-être après avoir tenté de hisser le drapeau blanc, signe mal compris par ses ennemis qui le prennent pour cible. Environ 7 000 autres combattants portugais suivent son exemple, le reste étant fait prisonnier, et moins d'une centaine de Portugais peuvent rentrer à Lisbonne,. Abd al-Malik meurt durant la bataille, tout comme Muhammad qui se noie dans l'oued Makhazin en s'enfuyant. Le corps de ce dernier, retrouvé dans l'oued, est écorché (ce qui lui vaut le surnom d'Al-Mâslukh) et empaillé, pour être promené dans plusieurs villes du royaume.

## Conséquences
Faisant partie des « batailles les plus sanglantes et les plus meurtrières de l'histoire du 16e siècle », les conséquences de cette défaite pour le Portugal sont considérables. Le pays perd, en même temps que son roi, une partie de sa noblesse et de son armée. L'expédition portugaise est également considérée comme la dernière croisade des chrétiens en Méditerranée. Malgré la censure que les autorités portugaises imposent dès les premiers récits arrivant à Lisbonne, à partir du 12 août, les rumeurs finissent par courir dans tout le pays avant la fin du mois. L'issue de la bataille sonne déjà le glas de l'expansion outremer de l'empire colonial portugais, qui n'ajoute plus aucune contrée à ses colonies existantes alors, se contentant d'étendre ou de restreindre ces dernières. La présence portugaise au Maroc se maintiendra néanmoins jusqu'en 1769 et leur départ de Mazagan.
La mort du roi Sébastien, célibataire et sans descendance, vient fragiliser la dynastie d'Aviz. Il n'a comme successeur que son grand-oncle également sans descendant, le cardinal Henri, que le pape ne libère pas de ses vœux (lui interdisant donc de se marier). Au décès du roi Henri en 1580, le Portugal est envahi par l'armée de Philippe II qui affronte victorieusement les forces de son rival portugais et prétendant au trône, Antoine (Prieur de Crato), lors de la crise de succession portugaise. Le pays passa sous le règne de la dynastie des Habsbourg d'Espagne pour soixante ans (1580-1640) lors de l'Union Ibérique avant de retrouver sa souveraineté totale à l'avènement du roi portugais Jean IV.
Du côté marocain, la victoire permet d'affirmer ses possibilités de résister à la pression ottomane, tandis que le butin enrichit considérablement les troupes musulmanes. Ahmad al-Mansour n'oublie d'ailleurs pas d'envoyer des cadeaux considérables à la Sublime Porte, pour l'aide qu'elle lui a apportée. Elle règle aussi la lutte de succession, Ahmad, en taisant la mort de son frère, prend à la tête de l'armée le statut d'héritier légitime, excluant ainsi ses deux neveux, son ennemi al-Muttawakkil et le fils d'al-Malik, présent aux côtés de son père durant la bataille.

## Historiographie
La bataille et son issue ne font pas pour autant l'objet de célébrations du côté des vainqueurs avant 1956 et l'indépendance du Maroc. C'est dans la communauté juive marocaine, qui aurait souffert de la victoire de Sébastien, qu'on fête en premier l'événement, en créant un pourim additionnel pour le 2 eloul. A contrario, la défaite s'intègre à la mémoire collective portugaise plus rapidement, devenant « constitutive de la conscience nationale portugaise ». Mais les premiers récits imprimés de la bataille ne sont publiés ni au Maroc, ni au Portugal.
Ce n'est qu'en 1607 qu'est édité le premier témoignage d'un Portugais y ayant participé,. Les récits précédents reflètent souvent un parti pris soutenant ou s'opposant à l'expédition et son chef, et ce indifféremment de la nationalité de ou des auteurs ; qui plus est, l'historien Henri de Castries estime que les Portugais ont le plus grand mal à faire l'inventaire de cet événement au XVIe siècle, et que les Espagnols ne sont pas non plus enclins (Union ibérique avec le Portugal) à rouvrir ces plaies. Le travail de deuil est donc amorcé par le récit de 1607 de l'auteur Hieronymo de Mendoça, Jornada de Africa, très favorable au roi défunt - prenant en fait simplement à contrepied les récits précédents.
Malgré des rumeurs contradictoires dans un premier temps, la mort de Sébastien est considérée comme certaine. Le retour dans son pays du corps du roi Sébastien, qui se fait en plusieurs étapes et sur plusieurs années, rend également difficile l'introspection, et insinue de nombreux doutes quant à la véracité de cette mort, surtout dans le cadre de sa difficile succession, puis de l'ingérence espagnole. Même lors de ses funérailles publiques à Lisbonne, on remet en doute la disparition du souverain. L'attente du retour du roi Sébastien donnera lieu au Portugal à des impostures (Faux Sébastien) et à une croyance messianique, le sébastianisme.
En Afrique, Ahmad se fait appeler al-Mansour (le victorieux) quelques années après ce succès militaire, dans lequel il s'attribue dans ses relations avec le sultan Mourad III le meilleur rôle, reléguant son frère Abd al-Malik au second plan. La désignation dans le monde musulman de cette bataille varie entre « jihad » (lutte pour rester dans le chemin de Dieu) et « ghazwa » (conquête), la comparant parfois à la bataille de Badr, première bataille victorieuse de Mahomet.

### Appellation
L'appellation de la bataille dépend en premier lieu des sources des contemporains, se séparant entre auteurs chrétiens (qui penchent pour « bataille de l'Alcazar Kébir ») et auteurs marocains (qui préfèrent « bataille de l'oued al-Makhazin ». La troisième appellation, celle des trois Rois, plus épique, est également répandue ; Montaigne évoque dans ses Essais « cette journée fameuse par la mort de trois Roys, et par la transmission de ceste grande couronne à celle de Castille», avant de faire l'éloge de la constance d'Al Malik. Selon le chercheur Pierre Berthier, seule la seconde appellation, correspondant mieux à la réalité du terrain (Ksar el Kébir étant à près de 20 kilomètres du lieu de la bataille), et au contexte (plus de trois rois ont été impliqués, directement ou indirectement, dans la bataille), serait à retenir.